# 开封府

开封府在河南省的位置（1820年）

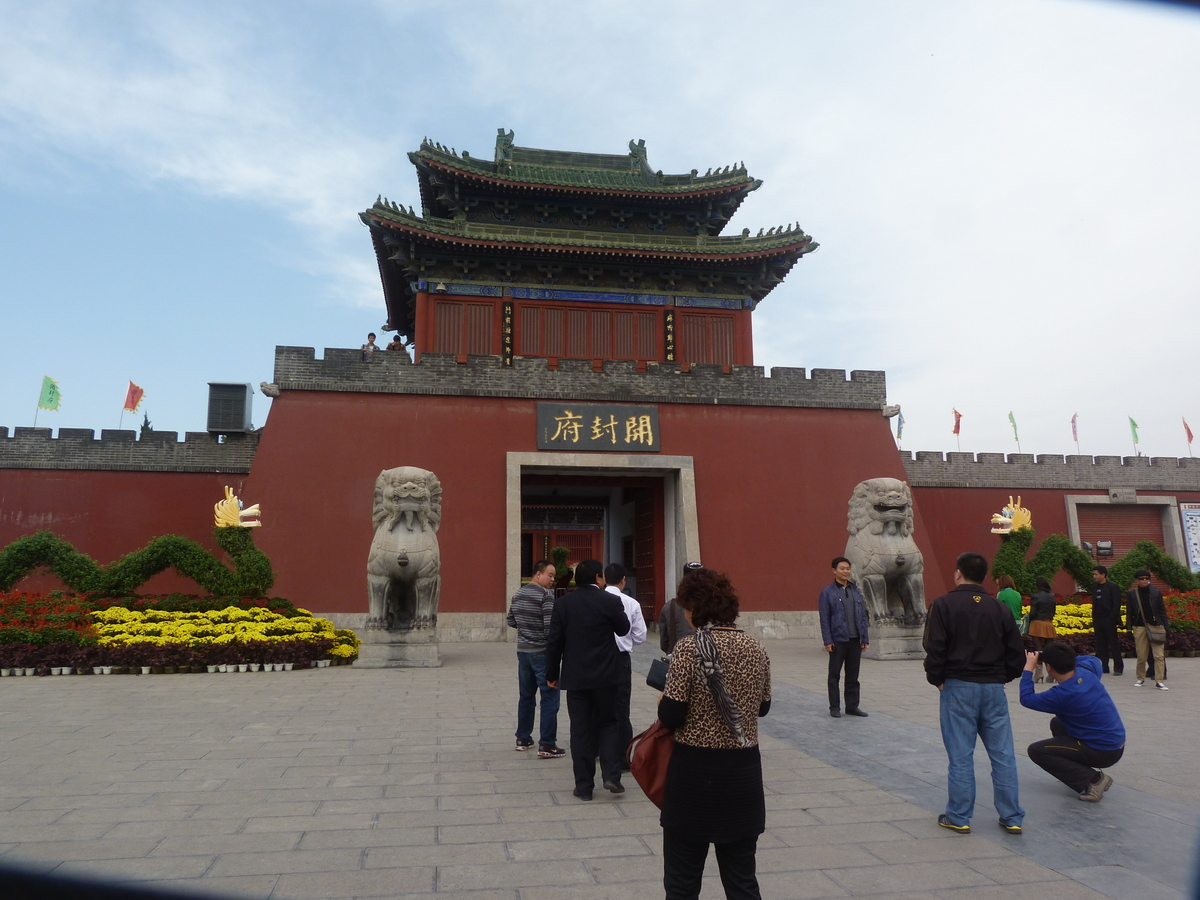
河南开封府

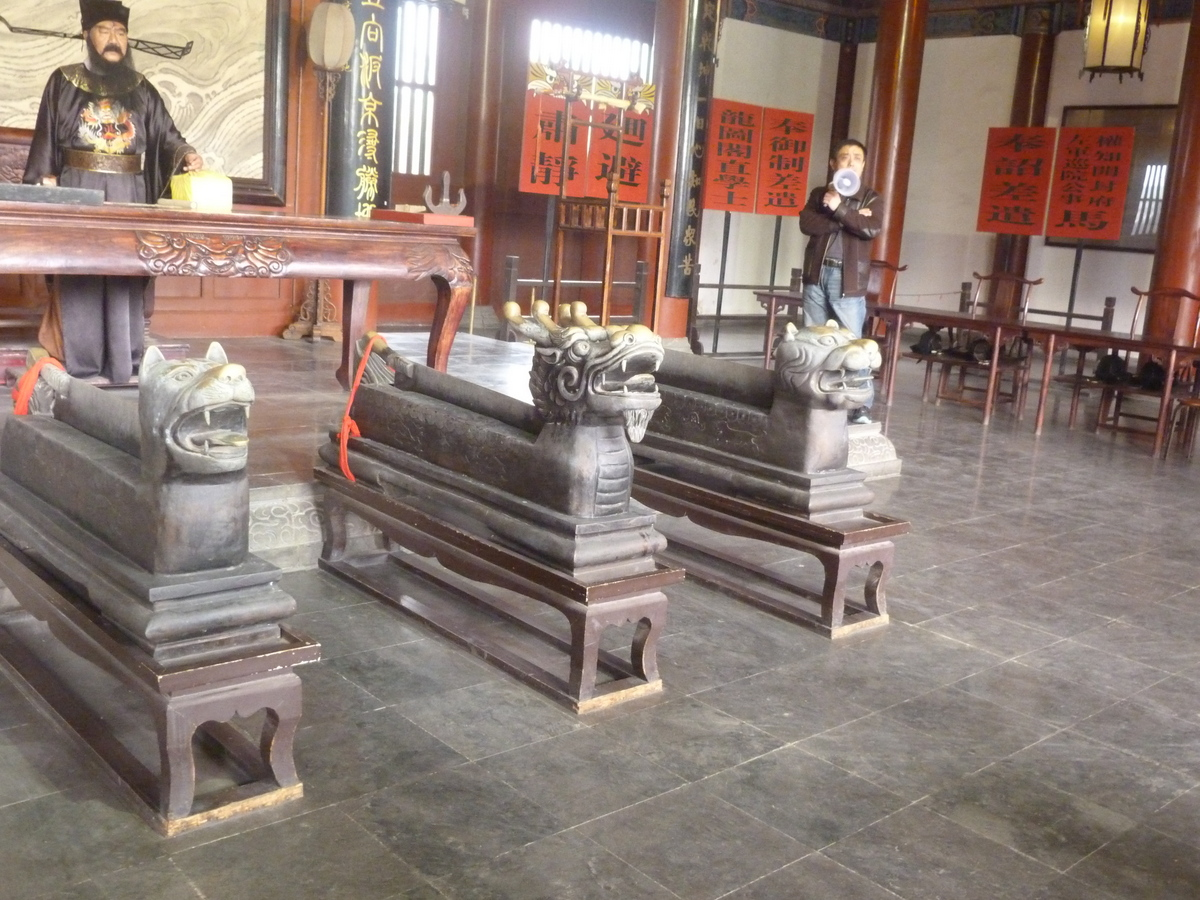
开封包公祠

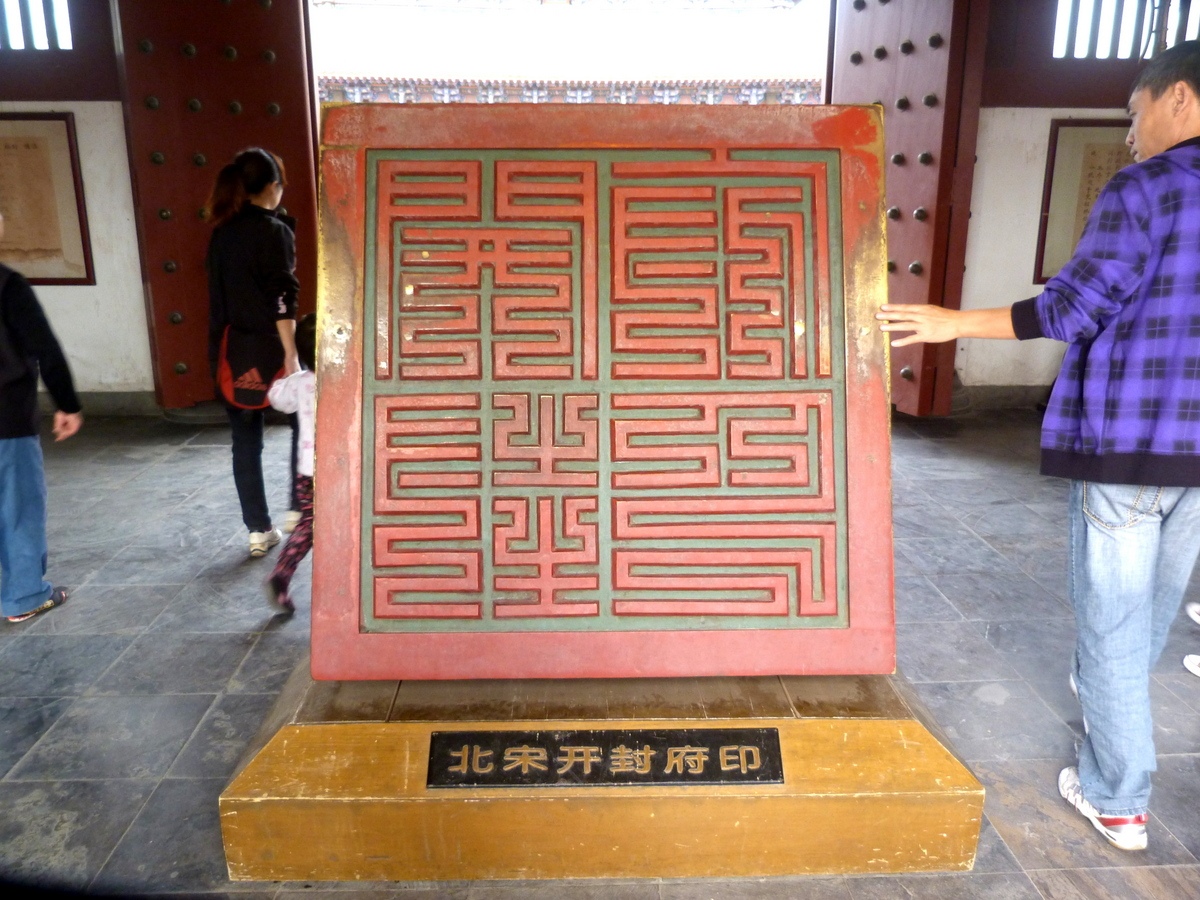
北宋开封府印

开封府是中国历史上的一个首府名，治所位于今河南省开封市境内，管辖范围达今许昌市、郑州市、新乡市、周口市境。

## 历史
五代十国后梁开平元年（907年），汴州改为开封府。
北宋时开封府是京畿路下辖唯一的州府，府城为京城，称东京汴梁。宋仁宗皇祐五年（1053年），在开封府设立京畿路。金国统治时开封府为南京路首府。
明朝洪武元年（1368年）五月汴梁路改为开封府，八月建北京。洪武十一年（1378年）京罢。明、清两朝开封府均为河南省会。清朝时开封府考评：衝，繁，疲，難。
民国二年（1913年），废除开封府。

## 行政区划
自北宋起，开封府设置2个附郭县：开封县、祥符县。
明朝洪武元年，开封县并入祥符县。终明一朝，开封府领四州、三十县：祥符县、陈留县、杞县、通许县、太康县、尉氏县、洧川县、鄢陵县、扶沟县、中牟县、阳武县、原武县、封丘县、延津县、兰阳县、仪封县、新郑县、陈州（领商水县、西华县、项城县、沈丘县）、许州（领临颍县、襄城县、郾城县、长葛县）、禹州（领密县）、郑州（领荥阳县、荥泽县、河阴县、汜水县）。
清初仍领四州、三十县。雍正二年（1724年），陈州、许州、禹州、郑州升为直隶州，割十四县隶之。原武县改属怀庆府，延津县改属卫辉府。乾隆中，禹州及密县、新郑县还隶开封府；河阴县并入荥泽县；阳武县改属怀庆府，封丘县改属卫辉府；仪封县升为仪封厅，后亦省。终清一朝，开封府领一州、十一县：祥符县、陈留县、杞县、通许县、尉氏县、洧川县、鄢陵县、中牟县、兰封县、密县、新郑县、禹州。

## 府尹

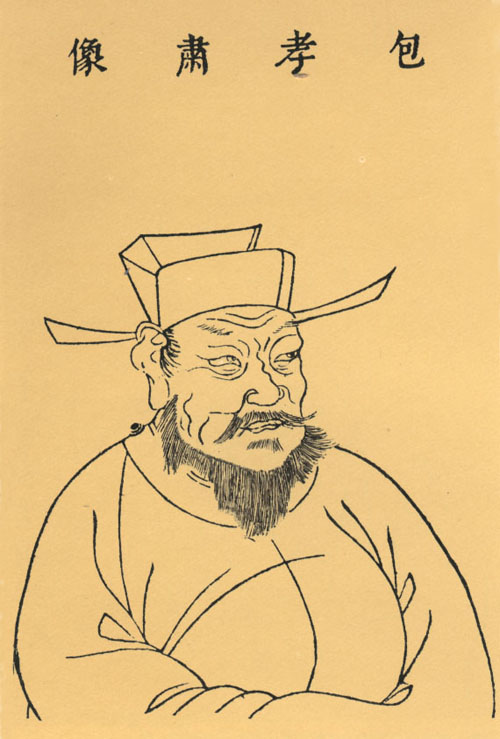
開封府著名府尹（實為龍圖閣直學士權知開封府事）「包拯」

## 历任知府

### 明朝

#### 洪武年间
- 王博，南直上元人
- 赵新，浙江人
- 乐晖，南直滁州人
- 任毅，山西长子人

#### 永乐年间
- 林浚，浙江人

#### 宣德年间
- 萬信，北直昌黎人

#### 正统年间
- 黄璿，四川人，正统九年任
- 舒曈，浙江餘姚人，正统末年任

#### 天顺年间
- 魚侃，南直常熟人，天顺初年任
- 周斌，北直昌黎人，天顺七年任

#### 成化年间
- 孙瑜，北直邢台人，成化六年任
- 金文，浙江丽水人，成化十三年任
- 虞鐘，浙江开化人，成化十五年任
- 张岫，山西安邑人，成化十七年任
- 卫英，山西人，成化二十三年任

#### 弘治年间
- 王瓚，陕西通渭人，弘治四年任
- 馬龍，山东齐东人，弘治九年任
- 陳澍，南直高邮州人，弘治十六年任

#### 正德年间
- 张宪，山西蔚州人，正德二年任
- 郭桂，陕西咸宁人，正德三年任
- 郭经，北直卢龙人，正德三年任
- 李暘，北直枣强人，正德五年任
- 顾璘，南直上元人，正德五年任
- 贺锐，山西人，正德八年任
- 姚文渊，山东平原人，正德十一年任
- 张键，山西石州人，正德十三年任

#### 嘉靖年间
- 翟鵬，山东武定州人，嘉靖元年任
- 沈光大，浙江慈溪人，嘉靖二年任
- 李献可，北直故城人，嘉靖四年任
- 顾铎，山东博兴人，嘉靖十年任
- 白玶，北直南宫人，嘉靖十二年任
- 刘漳，湖广黄冈人，嘉靖十七年任
- 贾应春，北直真定人，嘉靖十七年任
- 李朝纲[4]，陕西武功人，嘉靖十九年任
- 白濬，广西临桂人，嘉靖二十二年任
- 刘廷臣，山西洪洞人，嘉靖二十六年任
- 王撫民，北直真定人，嘉靖二十九年任
- 翁時器，浙江餘姚人，嘉靖三十四年任
- 周爻，四川宜宾人，嘉靖三十七年任
- 刘鲁生，山东恩县人，嘉靖四十年任
- 王宗徐，江西泰和人，嘉靖四十三年任
- 王期古，山西潞州卫人，嘉靖四十五年任

#### 隆庆年间
- 张梦鲤，山东莱阳人，隆庆元年任
- 洪忻，山西蒲州人，隆庆五年任
- 曹當勉，湖广江夏人，隆庆六年任

#### 万历年间
- 张问明，山西猗氏人，万历三年任
- 薛纶，山西天城卫人，万历四年任
- 孟学易，陕西灵台人，万历八年任
- 黄焯，江西丰城人，万历十一年任
- 宋伯華，山东益都人，万历十二年任
- 王见宾，山东济南卫人，万历十三年任
- 陈廉，北直元城人，万历十八年任
- 刘如宠，湖广蕲州人，万历二十二年任
- 刘以焕，江西安福人，万历二十六年任
- 宋荐，北直肥乡人，万历二十八年任
- 馮盛明，北直涿州人，万历三十一年任
- 刘兆文，山东莱阳人，万历三十四年任
- 葉秉敬，浙江西安人，万历三十六年任
- 王之都，山东新城人，万历三十八年任
- 孟習孔，湖广武昌人，万历四十年任
- 王之臣，陕西潼关卫人，万历四十三年任
- 王瑊，湖广应城人，万历四十七年任

#### 天启年间
- 方道通，南直歙县人，天启元年任
- 胡继先，四川汉州人，天启三年任
- 瞿士達，南直武进人，天启四年任
- 张时俊，山东沂水人，天启七年任

#### 崇祯年间
- 袁楷，陕西凤翔人，崇祯三年任
- 王运昌，南直常熟人，崇祯五年任
- 唐绍尧，湖广武陵人，崇祯六年任
- 薛寀，南直武进人，崇祯九年任
- 苏壮，山东濮州人，崇祯十一年任
- 吴士讲，南直合肥人，崇祯十二年任
- 李岩，山东莱阳人，崇祯十五年任

## 府衙
又稱南衙。近代，开封府衙依照北宋李诫的《营造法式》被重建，府址位于包公湖东湖北岸，占地60余亩，建筑面积达1.36万平方米。

## 延伸阅读
[在维基数据编辑]
 《欽定古今圖書集成·方輿彙編·職方典·開封府部》，出自陈梦雷《古今圖書集成》